# Adaldag
Adaldag (ook: Adelgis/Adelger) (geboren ca. 900 -28 april 988) was een benedictijner monnik en was van 937 tot 988 aartsbisschop van het aartsbisdom Hamburg-Bremen.
Adaldag kwam uit een adellijke Saksische familie. Op voorspraak van zijn leraren en familieleden (Adalward van Verden kwam hij aan het hof van keizer Otto I de Grote. Daar werd hij benoemd als kanunnik in Hildesheim en lid van de koninklijke hofkapel. Voordat hij in 937 werd benoemd tot aartsbisschop van Hamburg-Bremen, was hij kanselier van de keizer.
Als aartsbisschop van Hamburg-Bremen heeft hij in 948 deelgenoen aan de Universele Synode van Ingelheim. Tijdens deze synode wist hij de eerste missie suffragaan bisdommen, te weten bisdom Sleeswijk, Ribe en het bisdom Århus, voor zijn aartsbisdom te verwerven. In het jaar 968 werd bovendien het bisdom Oldenburg (Oldenburg in Holstein) ondergebracht bij het aartsbisdom Hamburg-Bremen. Tevens lukte het hem om de poging van aartsbisschop Bruno van Keulen af te weren om het aartsbisdom Hamburg-Bremen weer onder het aartsbisdom Keulen te laten vallen. In 966 verkreeg hij daarnaast de kerkelijke immuniteit voor zijn diocees . Hiermee was de definitieve scheiding van het aartsbisdom van Keulen gewaarborgd. In de nieuw verworvgen suffragaan bisdommen zette hij de door zijn voorgangers begonnen missie verder. De Slavische opstand van 983 deed echter veel van de behaalde resultaten weer te niet.
Hij nam deel aan de tweede Italiaanse tocht van keizer Otto I. In Italië nam hij deel aan de concilies, waar de pausen Johannes XII en Benedictus V werden afgezet. De afgezette Benedictus V sleet, tot deken gedegradeerd zijn levensavond in Hamburg onder toezicht van Adaldag. Na de dood van keizer Otto I bleef hij nauw verbonden met de Ottonen.